# Alao
Pour les articles homonymes, voir Alao (homonymie).
Alao est un village des Samoa américaines se trouvant sur la côte est de Tutuila. Alao avait une population de 528 habitants en 2000.